# Bilifractor
Bilifractor es un género de bacterias de la familia Lachnospiraceae. Actualmente (2023) sólo contiene una especie: Bilifractor porci. Fue descrito en el año 2021. Su etimología hace referencia a degradación de bilis, y el nombre de la especie a cerdo. Se tiñe como gramnegativa, aunque posiblemente sea grampositiva con una pared delgada, como sucede con otros géneros de la misma familia. Es anaerobia, en forma de diplococos, que pueden crecer en cadenas irregulares. Temperatura de crecimiento de 37 °C. Tiene un contenido de G+C  de 50,4%. Se ha aislado de heces de cerdo en Alemania. 